# Bahtzibiltic
Bahtzibiltic är en ort i Mexiko.   Den ligger i kommunen Chilón och delstaten Chiapas, i den sydöstra delen av landet, 800 km öster om huvudstaden Mexico City. Bahtzibiltic ligger 1 032 meter över havet och antalet invånare är 304.
Terrängen runt Bahtzibiltic är huvudsakligen kuperad, men österut är den bergig. Runt Bahtzibiltic är det glesbefolkat, med 16 invånare per kvadratkilometer. Närmaste större samhälle är Ocosingo, 11,3 km söder om Bahtzibiltic. I omgivningarna runt Bahtzibiltic växer i huvudsak städsegrön lövskog.